# Glyphostoma epicasta
Glyphostoma epicasta é uma espécie de gastrópode do gênero Glyphostoma, pertencente a família Conidae.